# Ivane Javakhishvili
Ivane Javajishvili  (en georgiano: ივანე ჯავახიშვილი, 11 de abril de 1876–18 de noviembre de 1940) era un historiador georgiano y un lingüista, cuyos voluminosos trabajos influyeron fuertemente sobre la moderna historia y cultura de Georgia. Es también uno de los padres fundadores de la Universidad Estatal de Tiflis (1918) y su rector de 1919 a 1926.
- Datos: Q1367287
- Multimedia: Ivane Javakhishvili / Q1367287